# 奥斯曼沙比安
奥斯曼沙比安（1951年12月24日—2021年12月21日），马来西亚政治人物，曾经为马来西亚柔佛州州立法议会甘拔士议员，前希盟土团党柔佛秘书。奥斯曼沙比安为第16任柔佛州务大臣。2019年4月8日，因为表现不佳和学历风波主动向首相马哈迪·莫哈末辞去柔佛州务大臣，由沙鲁丁嘉马担任第17任柔佛州务大臣。

## 生平
1999年至2008年，奥斯曼沙比安3次代表国阵巫统参加柔佛州议会选举并赢得有关议席。
2019年4月13日，苏丹依布拉欣·依斯迈于当日早上10点接见柔佛州务大臣奥斯曼沙比安并接受柔佛州务大臣奥斯曼沙比安呈辞，2019年4月14日早上9点30分，将举行第17任柔佛州务大臣宣誓仪式。他担任州务大臣仅11个月，是柔佛史上任期最短的柔佛州务大臣。

## 逝世
2021年10月，柔佛前州务大臣奥斯曼沙比安因轻微中风住进新山的柔佛专科医院之后转往雪兰莪的博特拉大学教学医院进一步治疗。2021年12月21日，奥斯曼沙比安在雪兰莪州白沙罗的儿子住家病逝，享寿69岁。奥斯曼沙比安的遗体被带住柔佛新山奥斯汀花园的阿拉勿哈清真寺（Masjid Jamek Ar Raudhah）完成最后的祈祷仪式后，在阿拉勿哈伊斯兰公墓进行安葬。

## 选举成绩
| 年份 | 选区       | 候选人 | 候选人                     | 得票数 | 得票率 | 竞选对手                   | 竞选对手                   | 得票数 | 得票率 | 总票数 | 多数票 | 投票率 |
| ---- | ---------- | ------ | -------------------------- | ------ | ------ | -------------------------- | -------------------------- | ------ | ------ | ------ | ------ | ------ |
| 1999 | N36 甘拔士 |        | 奥斯曼沙比安（巫统）       | 21,178 | 73.57% |                            | 莫希丁雅亚山苏丁（回教党） | 6,890  | 23.94% | 28,785 | 14,288 | 69.46% |
| 2004 | N47 甘拔士 |        | 奥斯曼沙比安（巫统）       | 19,088 | 84.30% |                            | 依布拉欣马斯兰（回教党）   | 3,170  | 14.00% | 22,644 | 15,918 | 72.24% |
| 2008 | N47 甘拔士 |        | 奥斯曼沙比安（巫统）       | 15,897 | 65.96% |                            | 苏海占（回教党）           | 7,711  | 31.99% | 24,102 | 8,186  | 73.13% |
| 2018 | N47 甘拔士 |        | 奥斯曼沙比安（土著团结党） | 21,137 | 48.70% |                            | 南利·柏哈尼（巫统）        | 11,959 | 27.60% | 35,883 | 9,178  | 82.70% |
| 2018 | N47 甘拔士 |        | 奥斯曼沙比安（土著团结党） | 21,137 | 48.70% | 祖基菲里苏莱曼（伊斯兰党） | 2,321                      | 5.40%  |        | 35,883 | 9,178  | 82.70% |

## 个人荣誉
- 马来西亚：
  -  护国有功成员勋章（AMN）（1998年）[7]
- 柔佛：
  -  苏丹依布拉欣奖章（银奖）（PIS II）（1999年）
  -  柔佛王冠斯里勋章（SPMJ）—拿督（2018年）[8]
- 森美蘭：
  -  森美兰效忠拿督勋章（DSNS）—拿督（2007年）[7]